# Celle di San Vito
Celle di San Vito (frankoprovenzalisch Cèles de Sant Vuite, [ˈsɛləs də ˈsɑ̃t ˈvɥit]) ist eine italienische Gemeinde mit 148 Einwohnern (Stand 31. Dezember 2023) in der Provinz Foggia in Apulien. Zusammen mit Faeto bildet Celle di San Vito eine frankoprovenzalische Sprachinsel in Apulien.

## Geographie
Celle di San Vito befindet sich in der Provinz Foggia im Norden von Apulien, liegt in einer Höhe von 726 ü. d. M. und an der Grenze zu den Provinzen (Benevento und Avellino) in Kampanien.

## Geschichte
Celle di San Vito wurde vermutlich wie Faeto im 13. Jahrhundert gegründet, als Karl von Anjou französische Soldaten nach Apulien sandte um Aufstände in der Region um Foggia (1267, 1268), besonders der Sarazenen, in Lucera niederzuschlagen. 1269 wird Lucera nach gut siebenmonatiger Belagerung durch französische Truppen eingenommen. Als Gegengewicht zu den verbliebenen Sarazenen – ein Großteil wurde umgesiedelt und im ganzen Königreich Neapel verteilt – wurden von Karl französische Familien in der Region angesiedelt. Die These, nach der waldensische Flüchtlinge gegen Ende des 12. Jahrhunderts die Ortschaften Celle di San Vito und Faeto gegründet haben sollen, gilt heute als unsicher und lässt sich nicht anhand von Dokumenten belegen. Dass es sich bei den Gründungsvätern der beiden (und weiteren) Ortschaften in Nord-Apulien um französische Soldaten und ihre Familien gehandelt haben soll, ist dagegen in einigen wenigen Dokumenten aus dem 13. Jahrhundert belegt.

## Toponomie
Der Name Celle di San Vito geht zum einen auf ein Kloster (= Celle, dt. "Zellen (eines Klosters)") zurück, welches im 13. Jahrhundert von benediktinischen Mönchen aus dem Konvent San Nicola, als Sommerresidenz genutzt wurde. Der zweite Teil des Ortsnamens (San Vito) verweist auf einen kleinen Wallfahrtsort, dessen Name von dem gleichnamigen Berg abgeleitet wurde, der den Ort überragt.

## Einwohnerentwicklung
Celle di San Vito hat, wie viele andere Kleinstkommunen in Italien mit einer starken Abwanderung zu kämpfen. Zählte der Ort um 1900 noch gut 1000 Einwohner, sind es heute keine 200 mehr.